# Brachinus explodens
Brachinus explodens är en skalbaggsart som beskrevs av Caspar Erasmus Duftschmid 1812. Brachinus explodens ingår i släktet Brachinus, och familjen jordlöpare. Arten har ej påträffats i Sverige.

## Bildgalleri

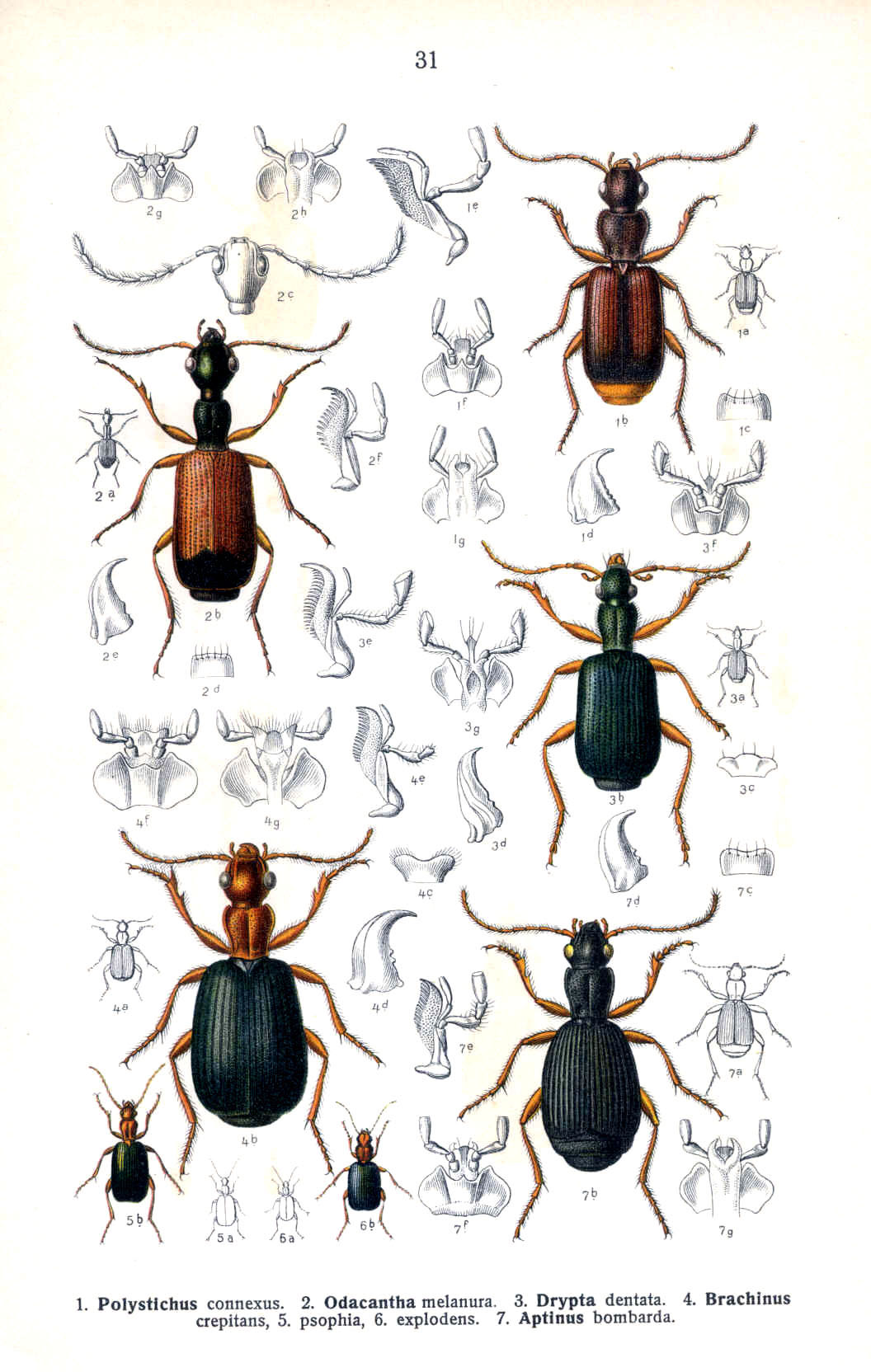